# Reamonn
Reamonn – niemiecki zespół rockowy.

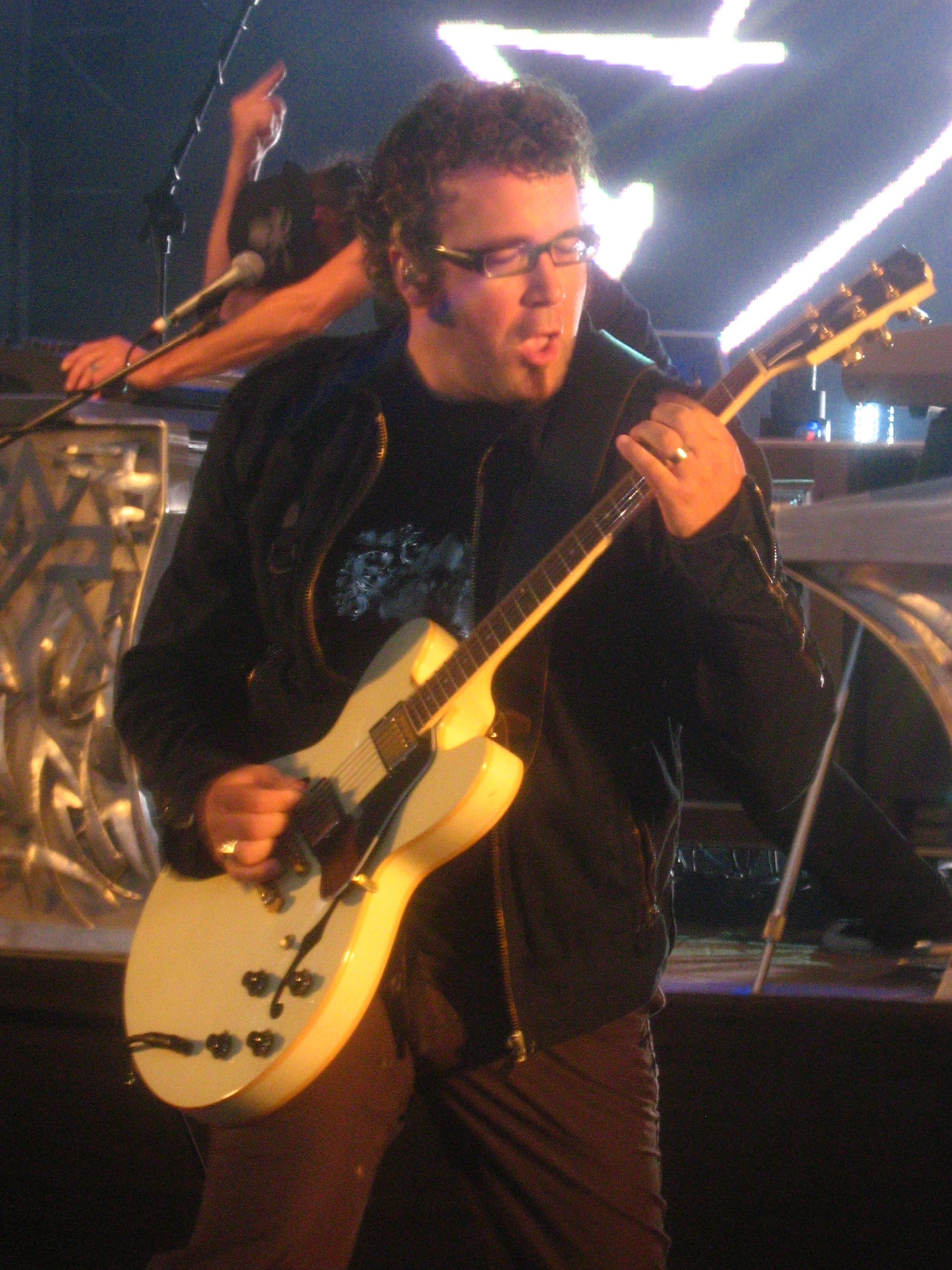
Uwe Bossert podczas koncertu gali finałowej GRAMY 2008, Teatr Letni w Szczecinie, 5 lipca 2008

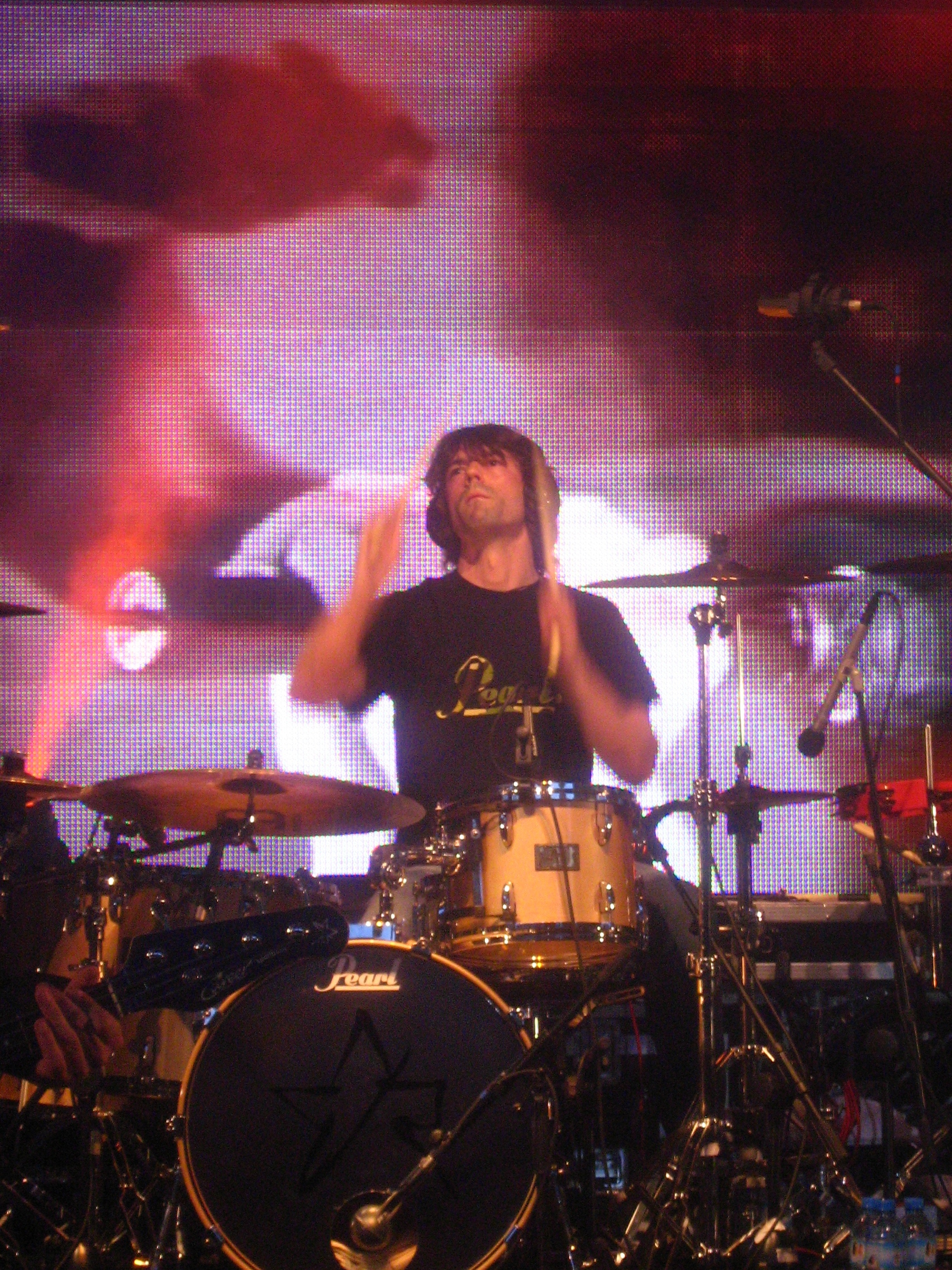
Mike Gommeringer podczas koncertu gali finałowej GRAMY 2008, Teatr Letni w Szczecinie, 5 lipca 2008

Zespół powstał w 1998 po tym, jak czterech muzyków odpowiedziało na ogłoszenie w gazecie („Irlandzki muzyk szuka zespołu”) napisane przez lidera zespołu. Wraz ze swoim pierwszym albumem Tuesday i pierwszym singlem „Supergirl” zdobyli popularność w ojczystych Niemczech i na całym świecie. Wystąpili w niemieckim filmie Mondscheintarif, nakręconym na podstawie bestsellerowej powieści Ildikó von Kürthy.

## Dyskografia

### Albumy
- 2010 Eleven
- 2008 Reamonn
- 2007 Wish – Live
- 2006 Wish – Extended Edition
- 2006 Wish
- 2004 Raise your Hands Live Album – Limited Edition
- 2004 Raise your Hands Live Album
- 2003 Beautiful Sky – Limited Edition
- 2003 Beautiful Sky
- 2001 Dream No. 7
- 2000 Tuesday

### Single
- 2010 Aeroplane
- 2009 Moments Like This
- 2009 Million Miles
- 2008 Through the Eyes of a Child
- 2008 Open Skies
- 2007 Serpentine
- 2006 The Only Ones (with Lucie Silvas)
- 2006 Tonight
- 2006 Promise (You & Me)
- 2004 Angels Fly (promo)
- 2004 Sunshine Baby (with Maya)
- 2004 Strong
- 2003 Alright
- 2003 Star
- 2002 Place Of No Return (In Zaire)
- 2002 Life is a Dream
- 2001 Weep
- 2001 Swim
- 2001 Jeanny
- 2000 Josephine
- 2000 Waiting There For You
- 2000 Supergirl

## Wideografia
- 2007 Wish (DVD)
- 2004 Raise your Hands (DVD)

## Książki
- Reamonn: Wish - Songs and Specials, Bosworth GmbH, 2006, ISBN 9790201652993
- Reamonn. The Songs. Die Songs aus 'Tuesday' und 'Dream No. 7'., Voggenreiter, 2002, ISBN 3-8024-0428-9